# Copa Ciudad Viña del Mar 2000
La Copa Ciudad Viña del Mar 2000 fue la undécima edición del torneo de fútbol Copa Ciudad Viña del Mar, celebrado en la ciudad chilena de Viña del Mar. Tuvo como participantes al equipo local Everton, al club colombiano América de Cali y a los equipos universitarios chilenos Universidad de Chile y Universidad Católica.

## Modalidad
Jugado en dos fechas bajo el sistema de eliminación directa. El título de campeón lo disputan los equipos ganadores de la primera jornada y los equipos perdedores compiten para dirimir el tercer y cuarto lugar. Los empates se definen mediante lanzamientos penales.

## Desarrollo

### Semifinales
| 10 de febrero de 2000                            | Universidad Católica                                         | 3:3 | América de Cali                                      | Estadio Sausalito, Viña del Mar |  |
|                                                  | Arturo Norambuena 21' · L. Díaz 45' · Juan Carlos Madrid 72' |     | S. Díaz 37' · Jairo Castillo 60' · Ricardo Pérez 90' |                                 |  |
| En definición a penales gana América de Cali 3-2 |                                                              |     |                                                      |                                 |  |

| 10 de febrero de 2000 | Everton | 0:2     | Universidad de Chile                       | Estadio Sausalito, Viña del Mar |  |
|                       |         | Reporte | Eduardo Arancibia 85' · Cristián Castañeda |                                 |  |

### Tercer lugar
| 12 de febrero de 2000 | Everton                                   | 2:1 | Universidad Católica   | Estadio Sausalito, Viña del Mar |  |
|                       | Rolando Azás 81' · Juan Luis González 86' |     | Juan Carlos Madrid 18' |                                 |  |

### Final
| 12 de febrero de 2000                            | Universidad de Chile  | 1:1 | América de Cali  | Estadio Sausalito, Viña del Mar |  |
|                                                  | Eduardo Arancibia 77' |     | Del Castillo 85' |                                 |  |
| En definición a penales gana América de Cali 3-1 |                       |     |                  |                                 |  |

## Campeón
| Colombia                  |
| América de Cali 1º título |